# Cabdill de Kaempfer
El cabdill de Kaempfer (Hemitriccus kaempferi) és un ocell de la família dels tirànids (Tyrannidae).

## Hàbitat i distribució
Habita els boscos de Santa Catarina al sud-est del Brasil.